# Frequenzselektive Oberfläche
Als frequenzselektive Oberfläche (engl. frequency selective surface, abgekürzt FSS) bezeichnet man Flächen, die elektromagnetische Strahlung frequenzabhängig reflektieren, insbesondere im Radiofrequenzbereich bis zu einigen GHz. 
FSS-Beschichtungen können einzelne Frequenzen ausblenden, beispielsweise um Störungen durch einen starken Sender zu unterdrücken, ohne gleichzeitig den Empfang aller Sender zu verhindern. Ein durchstimmbares Radar kann anhand der FSS-Reflexionsmuster Flugobjekte unterscheiden.
Im Frequenzbereich des sichtbaren Lichts sind solche Flächen nichts Besonderes, da einfaches Einfärben eine Frequenzselektion hervorruft.